# Палаццо Герарди
Палаццо Герарди (итал. Palazzo Gherardi) — историческое здание эпохи Ренессанса, находится во Флоренции по адресу Виа Гибеллина, 88, недалеко от площади Санта-Кроче и Палаццо Веккьо.
Небольшой дворец относится к эпохе кватроченто. На первом этаже располагается главный вход с большой дверью и служебный вход, между которыми располагаются окна, выполненные из серого камня. Наиболее примечательное помещение — зал с каменной балюстрадой, а также небольшой дворик с аркадой из восьмиугольных колонн, которые отмечают переход от готики к Возрождению. Внутри дворика также видна небольшая лоджия второго этажа.
В настоящее время во дворце размещается Институт итальянского языка и культуры имени Микеланджело (Istituto di Lingua e Cultura Michelangelo).

## Галерея

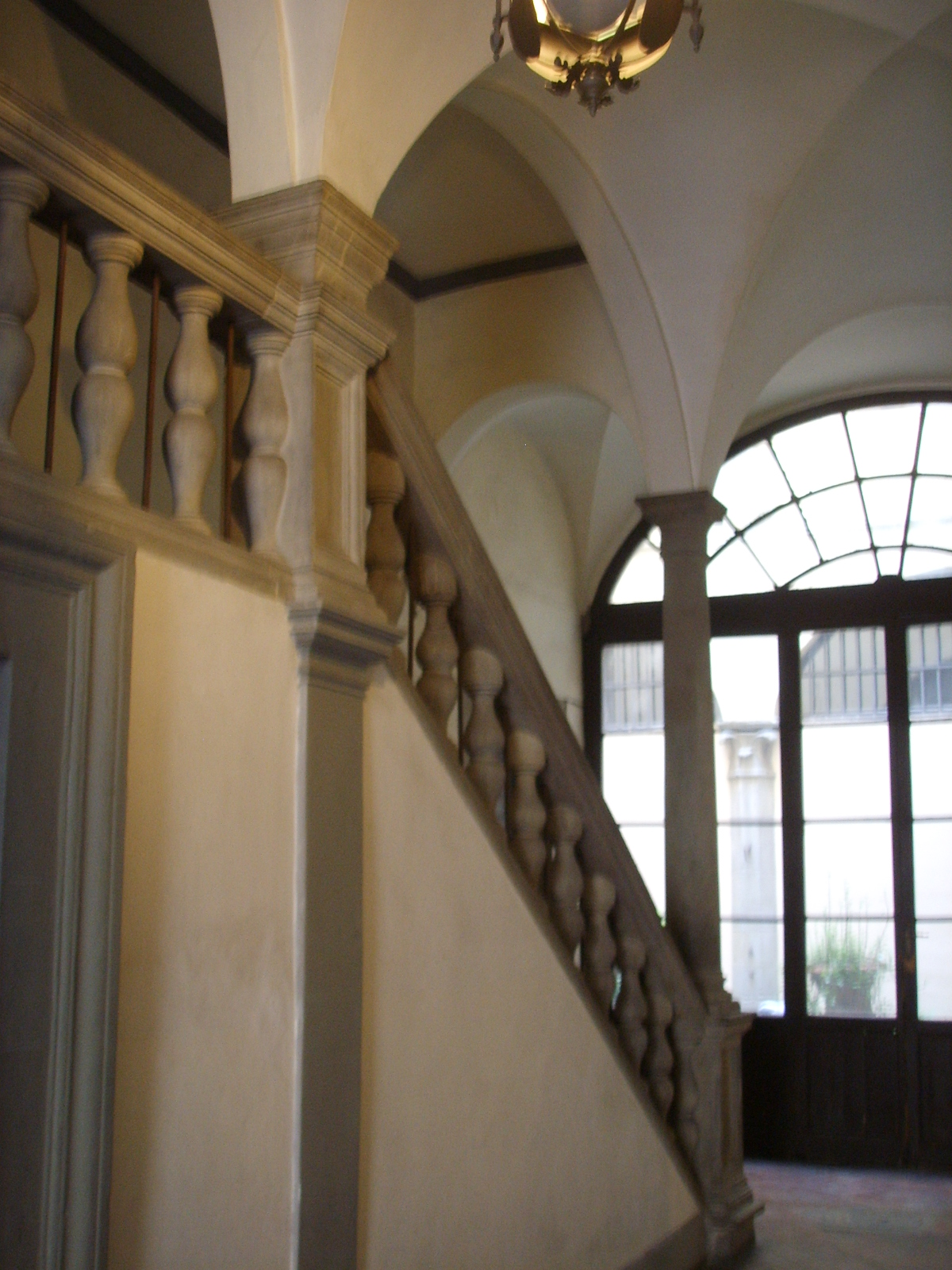
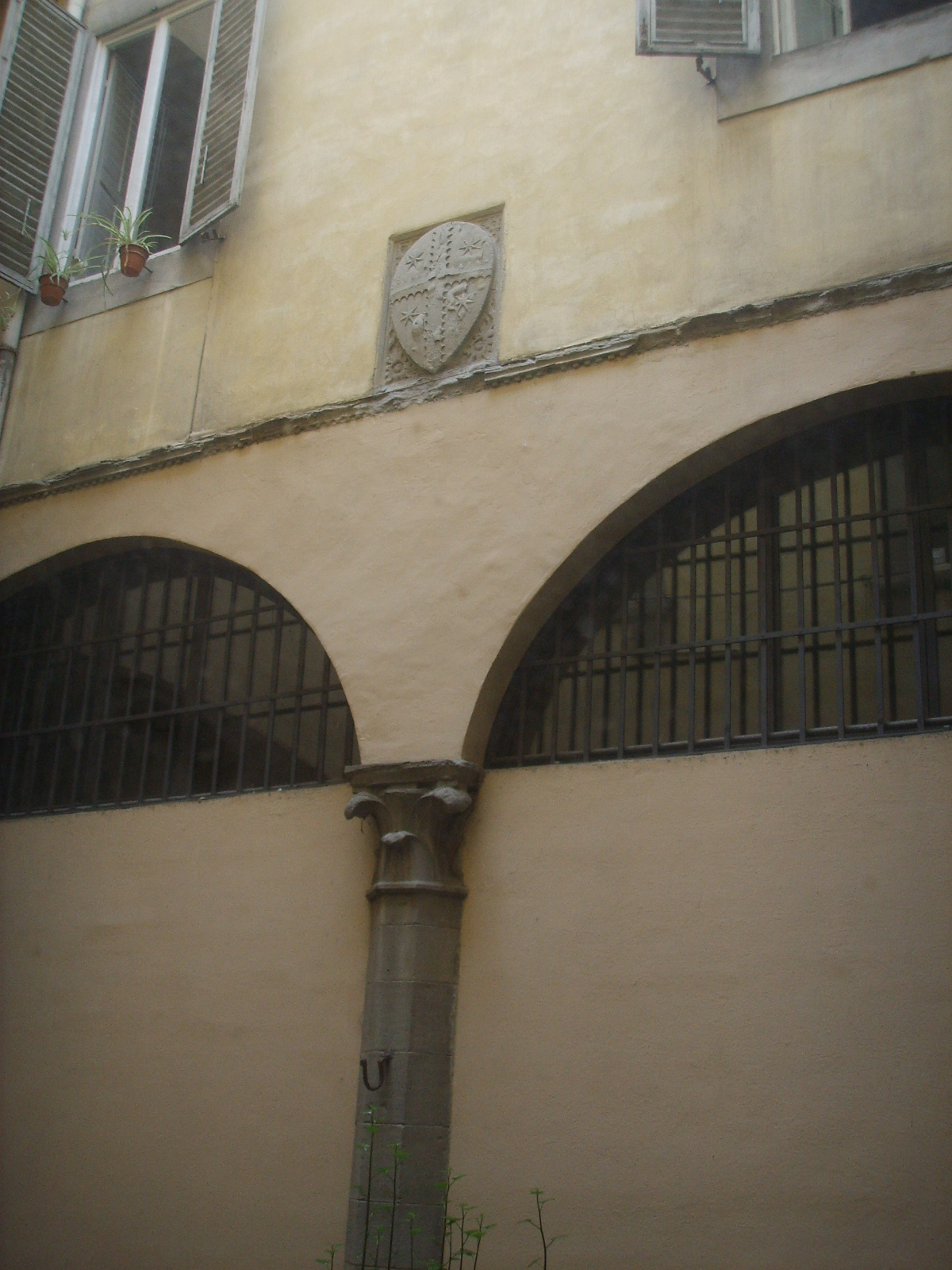
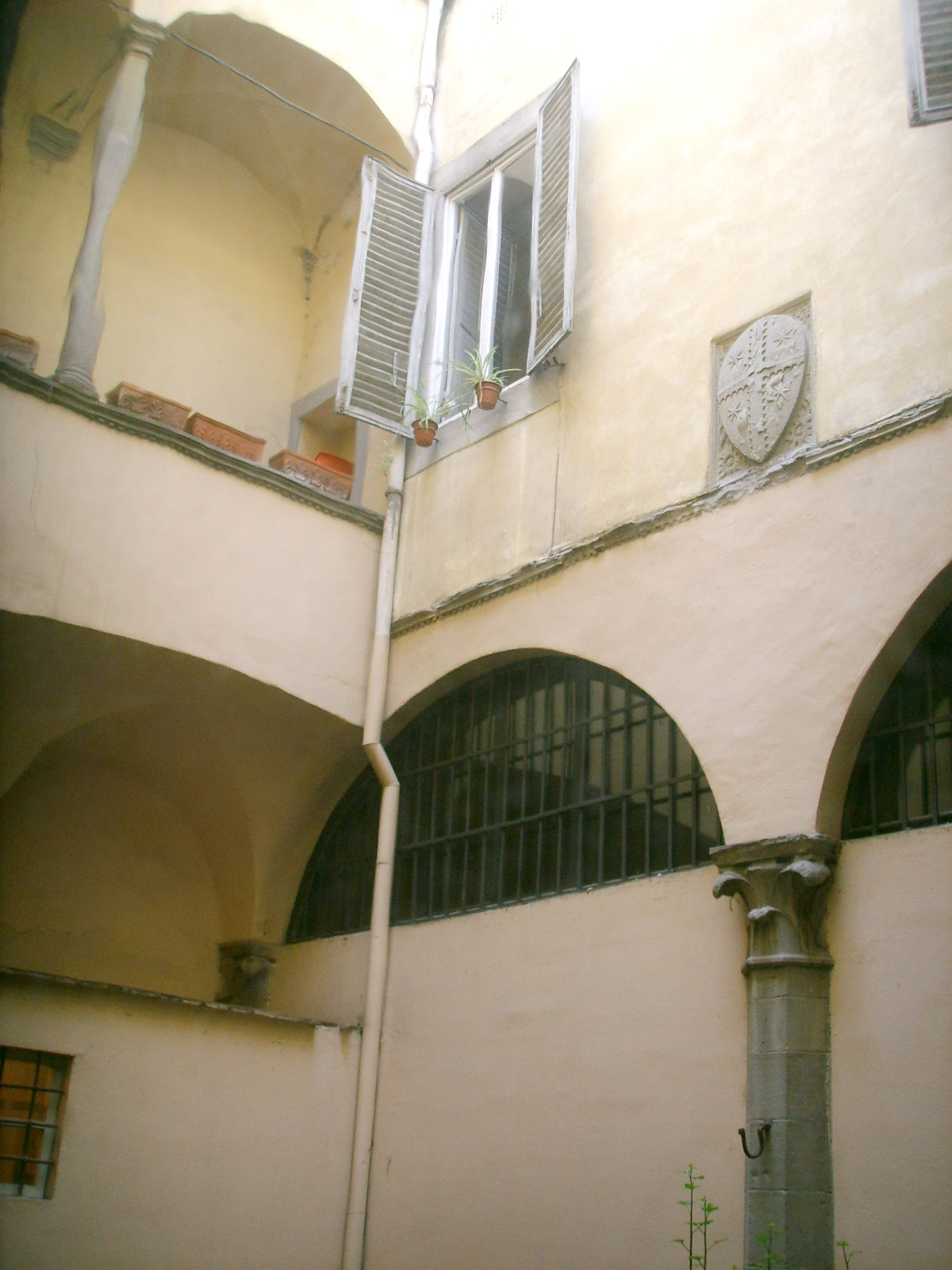
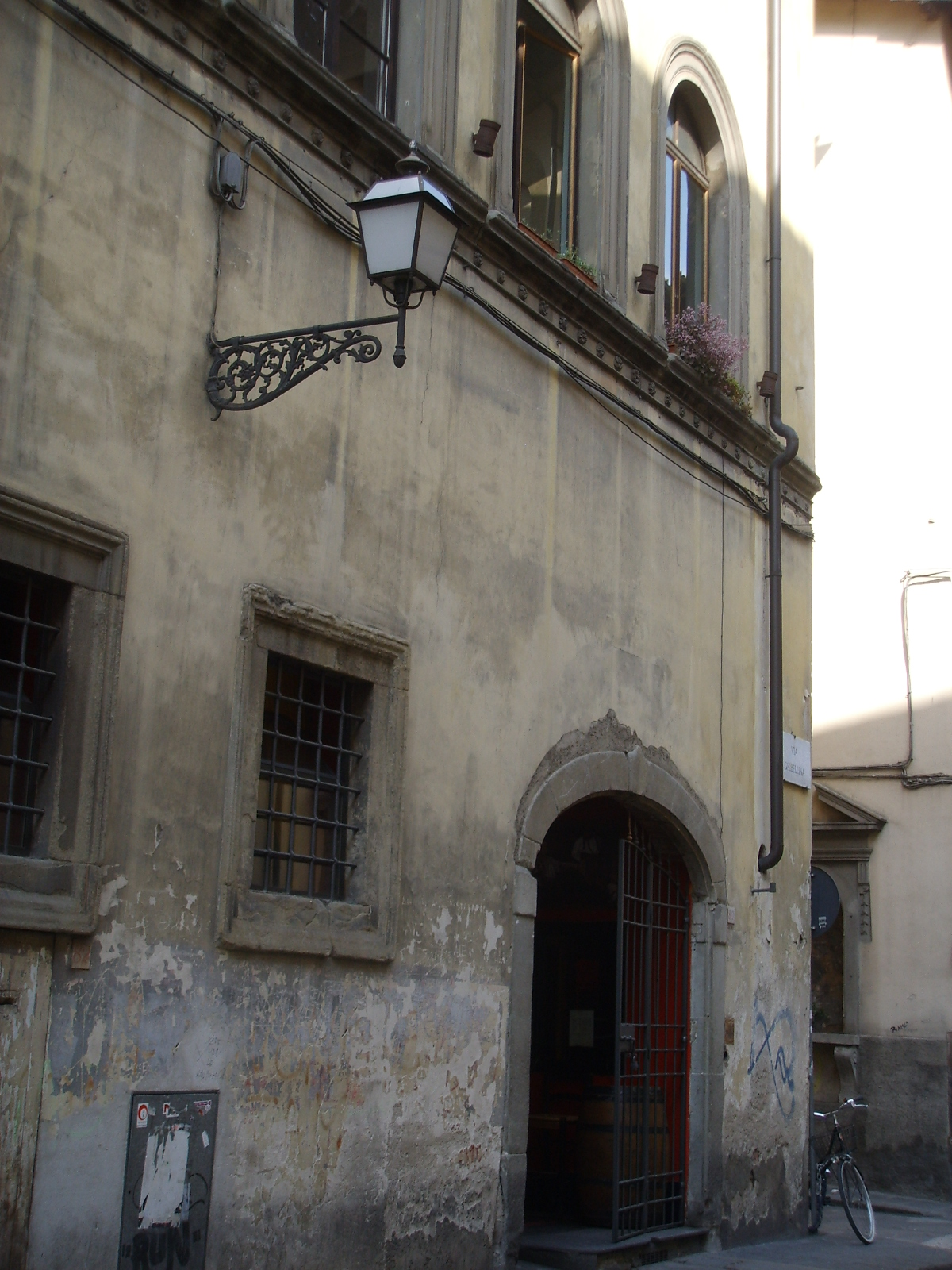